# Фехтування на літніх Олімпійських іграх 1960
Олімпійський турнір з фехтування 1960 року пройшов у рамках XVII Олімпійських ігор у Римі, Італія, з 29 серпня по 10 вересня 1960 року.

## Медальний залік
| Місце | Країна                           | Золото | Срібло | Бронза | Загалом |
| ----- | -------------------------------- | ------ | ------ | ------ | ------- |
| 1     | СРСР (URS)                       | 3      | 2      | 2      | 7       |
| 2     | Угорщина (HUN)                   | 2      | 2      | 0      | 4       |
| 3     | Італія (ITA)                     | 2      | 1      | 3      | 6       |
| 4     | Об'єднана німецька команда (EUA) | 1      | 0      | 1      | 2       |
| 5     | Велика Британія (GBR)            | 0      | 2      | 0      | 2       |
| 6     | Польща (POL)                     | 0      | 1      | 0      | 1       |
| 7     | Румунія (ROU)                    | 0      | 0      | 1      | 1       |
| 7     | США (USA)                        | 0      | 0      | 1      | 1       |

## Медалісти
Чоловіки
| Змагання                  | Золото | Срібло | Бронза                                                                                                  |
| ------------------------- | --- | --- | --- |
| Шпага, особиста першість  | Джузеппе Дельфіно · Італія (ITA)                                                                                             | Аллан Джей · Велика Британія (GBR)                                                                                 | Бруно Хабаров · СРСР (URS)                                                                              |
| Шпага, командна першість  | Італія · Джузеппе Дельфіно · Альберто Пеллегріно · Карло Павезі · Едоардо Манджаротті · Фіоренцо Маріні · Джанлуїджі Саккаро | Велика Британія · Аллан Джей · Майкл Говард · Джон Пеллінг · Білл Госкінг · Раймонд Гаррісон · Майкл Александр     | СРСР · Валентин Черніков · Гурам Костава · Арнольд Чернушевич · Бруно Хабаров · Олександр Павловський   |
| Рапіра, особиста першість | Віктор Жданович · СРСР (URS)                                                                                                 | Юрій Сісікін · СРСР (URS)                                                                                          | Альберт Аксельрод · США (USA)                                                                           |
| Рапіра, командна першість | СРСР · Віктор Жданович · Марк Мідлер · Юрій Рудов · Юрій Сісікін · Герман Свєшников                                          | Італія · Альберто Пеллегріно · Луіджі Карпанеда · Маріо Курлетто · Альдо Ауреггі · Едоардо Манджаротті             | Об'єднана німецька команда · Юрген Теуеркофф · Тім Геррешейм · Еберхард Мель · Юрген Брехт              |
| Шабля, особиста першість  | Рудольф Карпаті · Угорщина (HUN)                                                                                             | Золтан Горват · Угорщина (HUN)                                                                                     | Владіміро Каларезе · Італія (ITA)                                                                       |
| Шабля, командна першість  | Угорщина · Тамаш Менделеньї · Рудольф Карпаті · Пал Ковач · Золтан Горват · Габор Делнекі · Аладар Геревич                   | Польща · Анджей П'ятковський · Еміль Очіра · Войцех Заблодський · Єжи Павловський · Ришард Зуб · Мар'ян Кузевський | Італія · Владіміро Каларезе · Джампаоло Каланкіні · П'єрлуїджі Кікка · Роберто Феррарі · Маріо Раваньян |

Жінки
| Змагання                  | Золото | Срібло | Бронза                                                                                            |
| ------------------------- | --- | --- | ------------------------------------------------------------------------------------------------- |
| Рапіра, особиста першість | Хейді Шмідт · Об'єднана німецька команда (EUA)                                                                               | Валентина Растворова · СРСР (URS)                                                                                       | Марія Віколь · Румунія (ROU)                                                                      |
| Рапіра, командна першість | СРСР · Валентина Прудскова · Олександра Забеліна · Людмила Шишова · Тетяна Петренко · Галина Горохова · Валентина Растворова | Угорщина · Дьорді Марваліч-Шекелі · Ільдіко Рейтьо · Магдолна Ніарі-Ковач · Каталін Юхач-Наді · Лідія Саковічне-Демелкі | Італія · Бруна Коломбетті · Валледа Чезарі · Клаудіа Пасіні · Ірен Камбер · Антонелла Раньо-Лонці |